# Дун Фусян
Дун Фусян (董福祥), второе имя — Сину (星五) (8 января 1839 — 2 февраля 1908) — китайский генерал позднего периода династии Цин.

## Биография
Родился 8 января 1839 года в западно-китайской провинции Ганьсу. Он командовал армией народа хуэй, в которую входили более поздние генералы клики Ма Ма Аньлян и Ма Фусян. Согласно западному календарю, дата его рождения — 1839 год.
Китайский военачальник Дун Фусян был ханьцем по происхождению и командовал солдатами-мусульманами Хуэй. Существует противоречивые сведения о его религии и этнической принадлежности. Современные западные источники утверждают, что он был мусульманином, что было ошибкой, но современные западные источники либо говорят, что он не был мусульманином, либо вообще не упоминают его религию, когда говорят о нём, а некоторые ошибочно до сих пор говорят, что он мусульманин. Единственное, что было о нём ясно, это то, что он был знаком с мусульманским ополчением Ганьсу и командовал мусульманскими войсками в бою. Сотруднику британского консульства Эриху Тейхману, путешествовавшему в Ганьсу, неоднократно говорили, что Дун Фусян был ханьским китайцем, а не мусульманином, но сотрудник консульства настаивал на ошибочном убеждении, что он был мусульманином. Путаница по поводу его религии была прояснена Джонатаном Нименом Липманом, который отметил, что жители Запада допустили ошибку, полагая, что Дун был мусульманином, поскольку он командовал мусульманскими солдатами во время Боксерского восстания, и эта ошибка была повторена более поздними западными энциклопедиями и работами по исламу и о Боксерском восстании.
Китайские мусульманские армии Дун Фусяна были известны как «Ганьсу Бравс», и они неоднократно сражались против немецкой армии и сил альянса восьми держав во время Первой интервенции под командованием Эдварда Сеймура в 1900 году. И только со второй попытки экспедиции под руководством Альфреда Гэзели Альянсу удалось пробиться и сразиться с китайскими мусульманскими войсками в битве при Пекине. Однако кайзер Вильгельм II был настолько встревожен китайскими мусульманскими войсками, что попросил халифа Османской империи Абдул Хамида II найти способ остановить боевые действия китайских мусульманских войск.

## Военная карьера
Дун Фусян участвовал в Дунганском восстании и перешёл на сторону династии Цин вместе с Ма Чжанао . Он не был фанатиком и даже не интересовался восстанием, он просто собрал группу последователей во время восстания и сражался, как и многие другие. Он присоединился к цинской армии Цзо Цзунтана в обмен на назначение мандарином. Он приобрел большие поместья.
В 1890 году Дун Фусян находился в Аксу, Кашгария, и был бригадным генералом.
Дун Фусян, Ма Аньлян и Ма Хайянь были первоначально вызваны в Пекин во время Первой китайско-японской войны в 1894 году, но вспыхнуло Дунганское восстание (1895), и впоследствии их отправили подавлять повстанцев.
В 1895—1896 годах он возглавил свои мусульманские войска для подавления мусульманского восстания, названного Дунганским восстанием, в Ганьсу и Цинхае. Дун Фусян был главнокомандующим Кашгарии (Кашгара), и он получил телеграммой приказ ему и генералу Ма Пи-шэну ворваться со своей армией в восставшие районы путем принудительного марша своих войск.
Мятежные мусульмане восстали, и его лояльные китайские мусульманские войска во главе с такими офицерами, как Ма Аньлян, Ма Голян, Ма Фусян и Ма Фулу, подавали восстание, как сообщается, отрезав повстанцам головы и уши. Он получил звание генералиссимуса.
В 1898 году Дун Фусян и 10 000 его мусульманских солдат были переброшены в Пекин для подготовки к войне против иностранцев, а отряд Дуна был переименован в Тыловую дивизию Увэй. Находясь там, войска тыловой дивизии Увэй неоднократно нападали на иностранцев в их дипломатических представительствах, на железных дорогах и в церквях. Сообщалось, что войска тыловой дивизии Увэй собирались уничтожить иностранцев, чтобы вернуть Китаю золотой век. 11 июля солдаты Кансу зарубили канцлера Японии Сугияму Акиру. На участке железной дороги в Фэнтае два британских инженера были почти забиты до смерти мусульманскими войсками Кансу, а министры иностранных дел потребовали отозвать их, поскольку они угрожали безопасности иностранцев. Другие европейцы и жители Запада также были убиты. Ма Анлян, Тунлин из Хо-Чжоу присоединился к нему в борьбе с иностранцами. Ходили слухи, что Дун Фусян якобы собирался устроить резню иностранцев в Пекине. В письме, отправленном 14 мая 1899 года, Роберт Харт написал о слухах о предполагаемой надвигающейся резне, устроенной войсками Дун Фусяна в июне. В письме от 4 июня 1899 года Роберт Харт писал о влиянии, которое Дун Фусян оказывал на политику вдовствующей императрицы Цыси по отношению к иностранцам.
Дун Фусян посетил несколько аудиенций у вдовствующей императрицы Цыси с 27 по 29 мая 1900 года, чтобы подтвердить в ней свою веру в то, что он сможет победить и изгнать иностранцев из Китая. Он был настолько настроен против иностранцев, что использовал старый китайский инструмент Шэн Цзя вместо современных духовых оркестров и заставлял своих солдат носить традиционную китайскую форму вместо западной военной формы.
Боксерское восстание вспыхнуло в 1900 году, и Дун и его войска Увэй присоединились к боксерам и объявили войну Альянсу восьми держав . Они сформировали тыловую дивизию, и жители Запада называли их «10-тысячным исламским сбродом» . Они были наиболее эффективными нападающими на иностранные легионы и вселяли страх в умы жителей Запада. Его войска были ответственны за столько неприятностей, что пришлось вызвать Корпус морской пехоты США.
Дун Фусян был побратимом Ли Лай Чуна, ещё одного сторонника боксеров и противника иностранцев.
Войска тыловой дивизии Увэй были организованы в восемь пехотных батальонов, два кавалерийских эскадрона, две артиллерийские бригады и одну инженерную роту. Сообщается, что войска тыловой дивизии Увэй запугивали западные войска. Сообщается, что войска тыловой дивизии Увэй стремились присоединиться к боксерам и атаковать иностранцев. Они убили иностранца возле ворот Юнтин. У ворот Чжэнъян войска тыловой дивизии Увэй вступили в стычки с силами Альянса восьми держав.
18 июня войска тыловой дивизии Увэй, дислоцированные в Охотничьем парке на юге Пекина, подверглись нападению в битве при Ланфане. Войска представляли собой кавалерию — около 5000 человек — вооруженную новыми современными магазинными винтовками. 23 июня российские морские пехотинцы в дипломатических миссиях подверглись массированному нападению со стороны Дуна и его мусульманских войск, которые объединились с боксерами. Был убит немецкий морской пехотинец, а на следующий день, 24 июня, был убит и американский морской пехотинец.

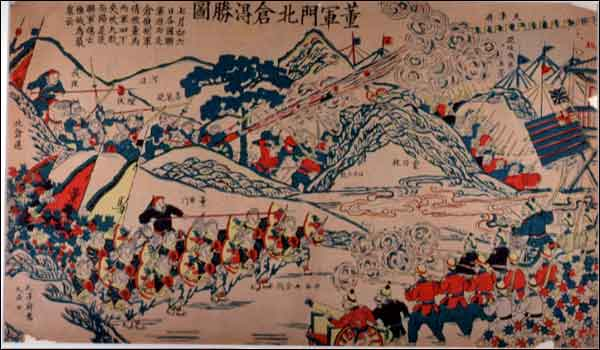
Битва при Бэйканге на окраине Тяньцзиня.

Сводка боев генерала Дун Фусяна: Цай Цунь, 24 июля; Хэсиу, 25 июля; Ань Пин, 26 июля; Ма Тоу, 27 июля. Он победил западных интервентов во время битвы при Ланфане.
Французский католический апостольский викарий монсеньор Альфонс Бермин хотел, чтобы иностранные войска разместили гарнизон во Внутренней Монголии, но губернатор отказался. Бермин прибегнул к лжи и ложно обратился к маньчжурскому Энмину с просьбой отправить войска в Хэтао, где монгольские войска принца Дуаня и мусульманские войска генерала Дун Фусяна якобы угрожали католикам. Оказалось, что Бермин выдумал инцидент как розыгрыш.
Когда двор Цин решил бежать, тыловая дивизия Увэй сопроводила вдовствующую императрицу Цыси и императора Гуансюя в безопасное место в Сиане. После того, как Дун потерял все свои официальные должности, ему все ещё было разрешено командовать своей личной армией численностью 5 000 человек в Ганьсу.
Во время своего изгнания в Ганьсу он обладал значительной политической властью на местном уровне, находясь под защитой своих телохранителей, и местные решения должны были приниматься с его согласия. В его распоряжении находились две крепости и множество поместий. После его смерти в 1908 году ему были восстановлены все звания и почести, лишенные его по иностранным требованиям, и ему было дано полное воинское захоронение.
Семья Дун Фусяна, его жена Дун Чао-ши (Дун Чжаоши), племянник Дун Вэнь (Дун Вэнь) и внук Дун Кун (Дун Гун) воевали на стороне династии Цин во время Синьхайской революции 1911 года в Ганьсу.